# Pallare
Pallare (ligur nyelven Palëre vagy Palêre) település Olaszországban, Liguria régióban, Savona megyében. Lakosainak száma 877 fő (2023. január 1.). Pallare Bormida, Carcare, Mallare, Millesimo, Plodio és Osiglia községekkel határos.

## Népesség
A település lakossága az elmúlt években az alábbi módon változott:
| Lakosok száma | 939  | 922  | 877  |
|               | 2017 | 2018 | 2023 |